# Drachten

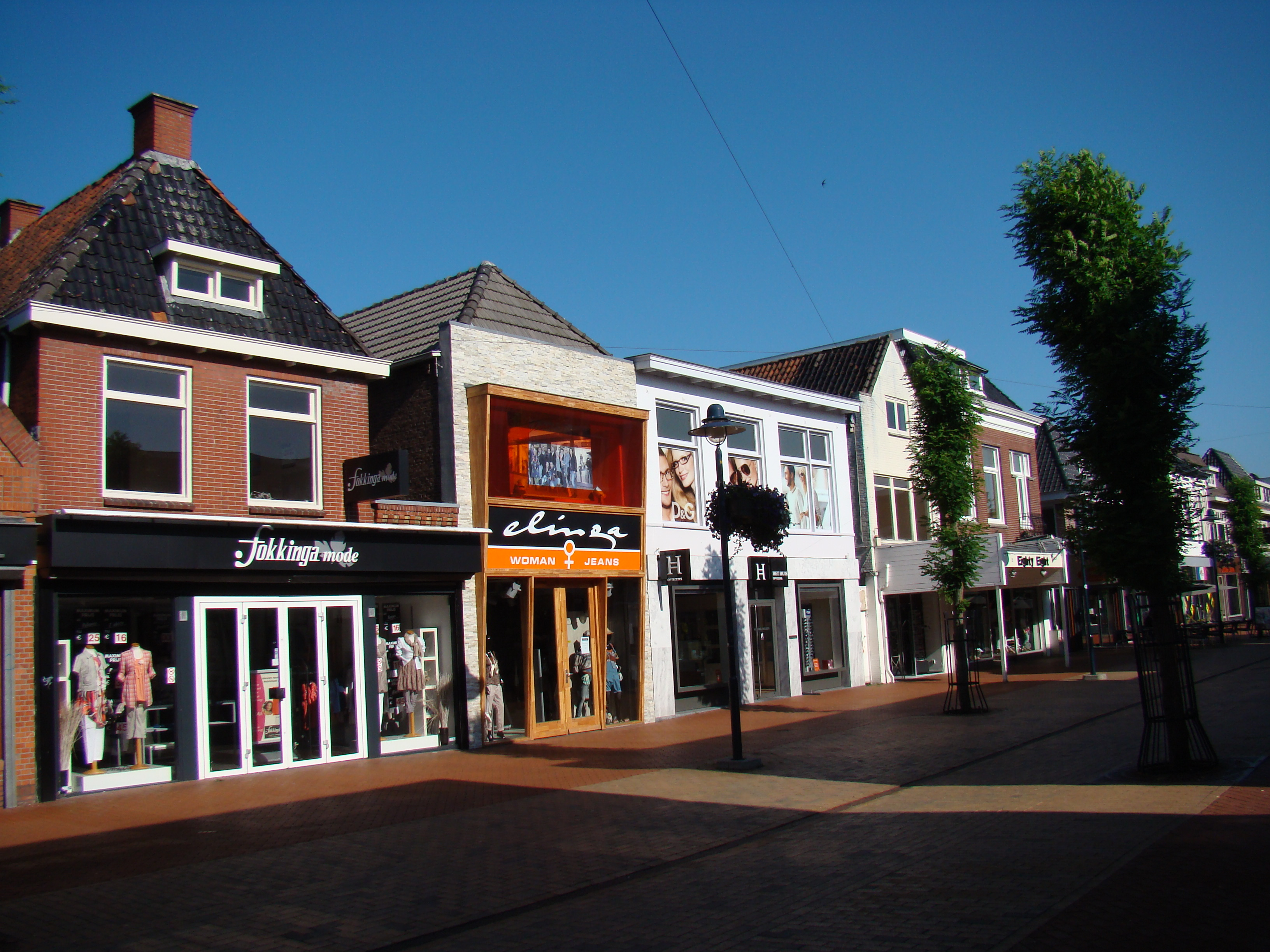
Una via del centro di Drachten

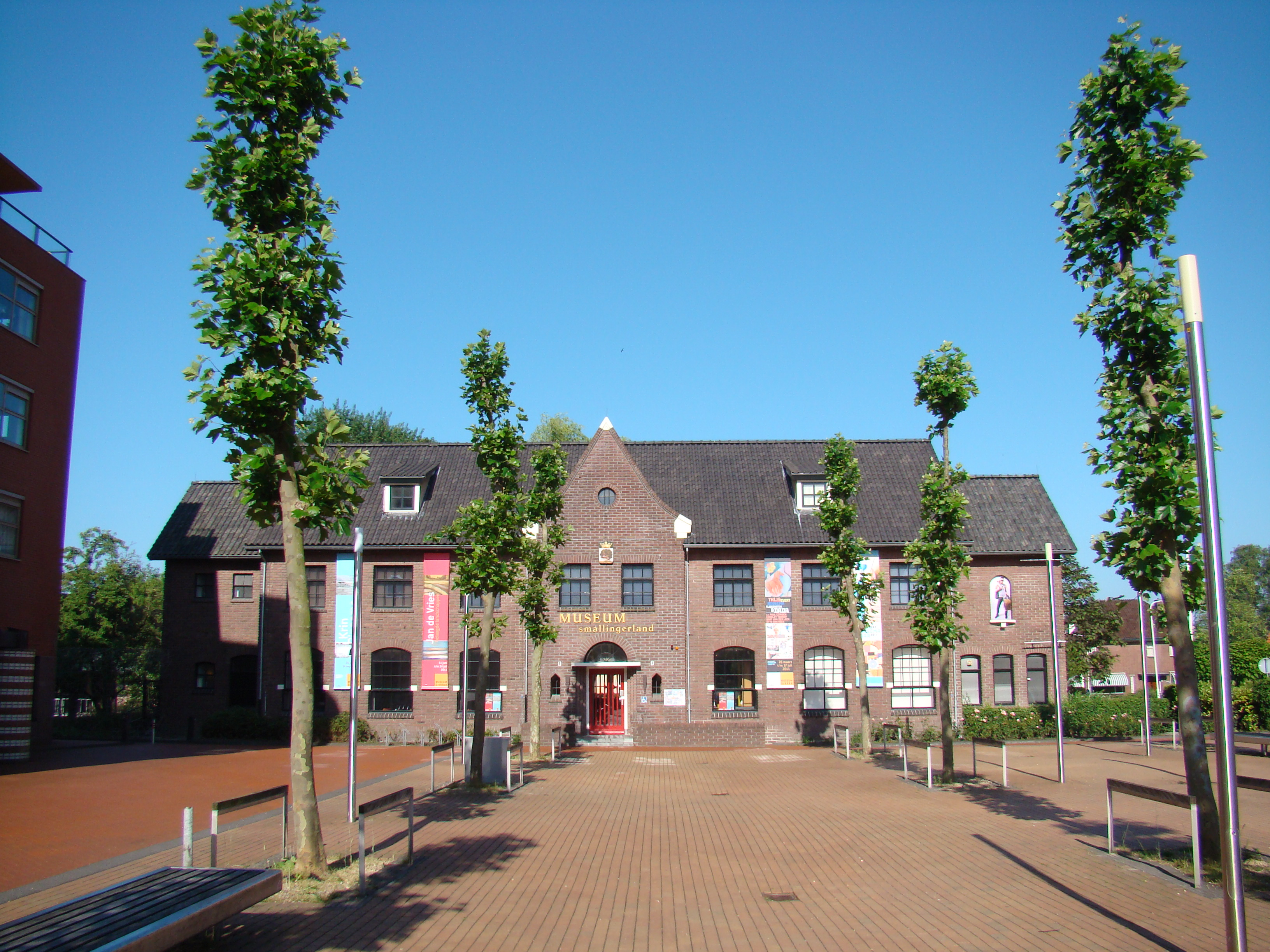
Il Museum Drachten

Drachten è una città di circa 45 000 abitanti del nord dei Paesi Bassi, facente parte della provincia della Frisia. È il capoluogo e il centro più grande della municipalità di Smallingerland, nonché la seconda città più grande della Frisia.

## Geografia fisica

### Collocazione
Drachten si trova nella parte centro-orientale della provincia della Frisia, ad ovest della regione lacustre di Oude Venen e tra le località di Surhuisterveen e Beetsterzwaag (rispettivamente a sud della prima e a nord della seconda). Si trova inoltre a circa 30 km a sud-est di Leeuwarden.
|  |

### Suddivisione amministrativa
Drachten si divide nelle seguenti buurtschappen:
- Buitenstvallaat
- Noarderein
- It Súd

## Società

### Evoluzione demografica
Al censimento del 2012, Drachten contava una popolazione pari a 44 919 abitanti. Nel 2008 contava invece 43 685 abitanti, mentre nel 2001 ne contava 41 630.

## Storia
Drachten si formò intorno al 1840 dall'unione di due buurtschappen, ovvero Noorderdrachten (un tempo: Nortdracht e Noorderdragten) e Zuiderdrachten (un tempo: Suutdracht), e venne inizialmente chiamata Zuid- en Noord-Dragten. Il nome "Drachten" è attestato solo a partire dalla seconda metà del XIX secolo.
Essendo il centro principale del comune di Smallingerland, è stato più volte proposto di chiamare questo comune Drachten.

## Architettura
Drachten conta 25 edifici classificati come rijksmonumenten.

### Edifici e luoghi d'interesse

#### Grote Kerk
Tra gli edifici d'interesse di Drachten, vi è la Grote Kerk, risalente al 1743.

#### Carillon
Famosa opera d'arte di Drachten è il grande carillon realizzato nel 1996 da Gunnar Daan ed ospitato dal nel Dam.
Sul carillon è scolpita una scritta in nederlandese e frisone del poeta Harmen Wind, che dice "Siamo nati dalla terra, abbiamo ottenuto il fuoco dal terreno, l'acqua ci ha portato benessere [...]"..

#### Museum Drachten
Tra i luoghi d'interesse di Drachten, vi è anche il Museum Drachten, un museo sull'arte e la storia del comune di Smallingerland, ospitato in un ex-convento francescano.

## Cultura
Il giornale locale è il Drachtster Courant.

## Sport
La squadra di calcio locale è il V.V. Drachten.

## Amministrazione

### Gemellaggi
- Gobabis[13]
- Kiryat Ono[13]